# Bulbophyllum peperomiifolium
Bulbophyllum peperomiifolium är en orkidéart som beskrevs av Johannes Jacobus Smith. Bulbophyllum peperomiifolium ingår i släktet Bulbophyllum och familjen orkidéer. Inga underarter finns listade i Catalogue of Life.